# Haus Laboratories
Haus Laboratories (стилизовано великим словима и скраћено као Haus Labs) веганска је козметички бренд без окрутности, који је покренула америчка певачица, Лејди Гага 17. септембра 2019. године. Прва је велика линија лепоте која је покренута искључиво на Amazon-у као малопродајни партнер, а објављена је у девет земаља, као што су Француска, Немачка, Јапан, Уједињено Краљевство и Сједињене Државе. Мисија предузећа је да „шири љубазност, храброст и креативност обезбеђивањем алата за самоизражавање и реинвенцију”.
Haus Laboratories је првобитно покренут 2012. године као бренд парфема, у сарадњи са Coty, Inc.-ом, америчким међународним козметичким предузећем основаним 1904. године и познатом по поседовању неколико брендова. Њихов први парфем, Fame, изашао је исте године, док је други, Eau de Gaga, изашао 2014. године.

## Позадина
„Имам платформу у свету. Бог ми је дао овај глас са разлогом, не знам зашто, постављам себи то питање све време, али сам сигурна да нећу да избацим бренд лепоте који ће утерати несигурност и страх у људе. Овде се ради о ослобођењу.”

— Гага током свог интервјуа за The Business of Fashion.
У фебруару 2018, Гага је поднела захтев за жигове за Haus Beauty и Haus Labs преко своје компаније, Ate My Heart Inc. Then, на Met Gala-и у мају 2019, обожаваоци су почели да сумњају да је шминка коју је користила била претпреглед онога што је требало да дође. Осим тога, користила је хаштаг #HausBeauty на неколико објава на свом Instagram-у. Haus Laboratories је Гагин први соло козметички бренд. Раније је сарађивала са MAC Cosmetics-ом, за њихову кампању Viva Glam Lipstick 2011, са видео-записом који је режирао Ник Најт. Између 2012. и 2014, Гага је објавила два парфема, Fame и Eau de Gaga, преко Haus Laboratories-а у сарадњи са Coty, Inc.-ом.
Бренд је инспирисан Гагиним раним данима као музичарке на Менхетну и носи дух прихватања индивидуалности и изражавања кроз смелу шминку и уметност тела, аутентичност и инклузивност. Такође, одлука да се прода на Amazon-у била је темељена на порукама Haus Labs-а о самоприхватању и самопоуздању. Гага је у интервјуу за The Business of Fashion изјавила да је партнерство са Amazon-ом склопљено јер би јој само они омогућили да комерцијализује бренд са овим принципима, рекавши: „уколико нема поруке о самоприхватању, без договора”.
Тим који је саставила Гага састоји се од 15 људи, као што су ветерани из Milk Makeup-а и Benefit Cosmetics-а у власништву LVMH-а; Гагина шминкерка, Сара Тано, која је глобални уметнички директор бренда; и бивши извршни директор The Honest Company-ја и Zynga-е, компанији за мобилне-игре која стоји иза игара FarmVille и Words with Friends, Бен Џоунс, чини извршног директора. Такође је обезбедила подршку Lightspeed Venture Partners-а, инвеститора компанија као што су Goop и Stitch Fix.